# Mythos (libro)
Mythos es un libro escrito por el autor británico Stephen Fry, publicado en 2017. Es un recuento de una serie de antiguos mitos griegos seleccionados por Fry. Le siguió en 2018 el libro Heroes, un recuento de mitos sobre héroes griegos. Un tercer y cuarto libro, titulados Troya y Odisea, le siguieron en 2020 y 2024. los primeros tres libros fueron publicados en español por la editorial Anagrama, siendo traducidos por Rubén Martín Giráldez.
Fry afirma al principio del libro que no se necesitan conocimientos previos para apreciar las historias y que "La mitología griega no tiene nada en absoluto de académico ni de intelectual; es adictiva, entretenida, accesible y asombrosamente humana".
Las historias son, en su mayoría, relatos de mitos derivados de la Teogonía de Hesíodo, las Metamorfosis de Ovidio y El asno de oro de Apuleyo.